# Herbert Klein
Herbert Klein (Francoforte sul Meno, 25 marzo 1923 – Monaco di Baviera, 25 settembre 2001) è stato un nuotatore tedesco.
Specializzato nella rana ha vinto la medaglia di bronzo nei 200 m alle Olimpiadi di Helsinki 1952.

## Palmarès
- Olimpiadi
  - Helsinki 1952: bronzo nei 200 m rana.
- Europei
  - 1950 - Vienna: oro nei 200 m rana.